# Clianthus puniceus
Genre
Espèce
Statut de conservation UICN

 EN D : En danger
Clianthus puniceus est une espèce de plantes dicotylédones de la famille des Fabaceae, sous-famille des Faboideae, originaire de Nouvelle-Zélande. C'est l'unique espèce acceptée du genre Clianthus (genre monotypique).

## Taxinomie

### Synonyme
Selon The Plant List (21 novembre 2018) :
- Donia punicea G. Don

### Liste des variétés
Selon Catalogue of Life (21 novembre 2018) :
- Clianthus puniceus var. maximus
- Clianthus puniceus var. puniceus